# 古赫什瓦里庙

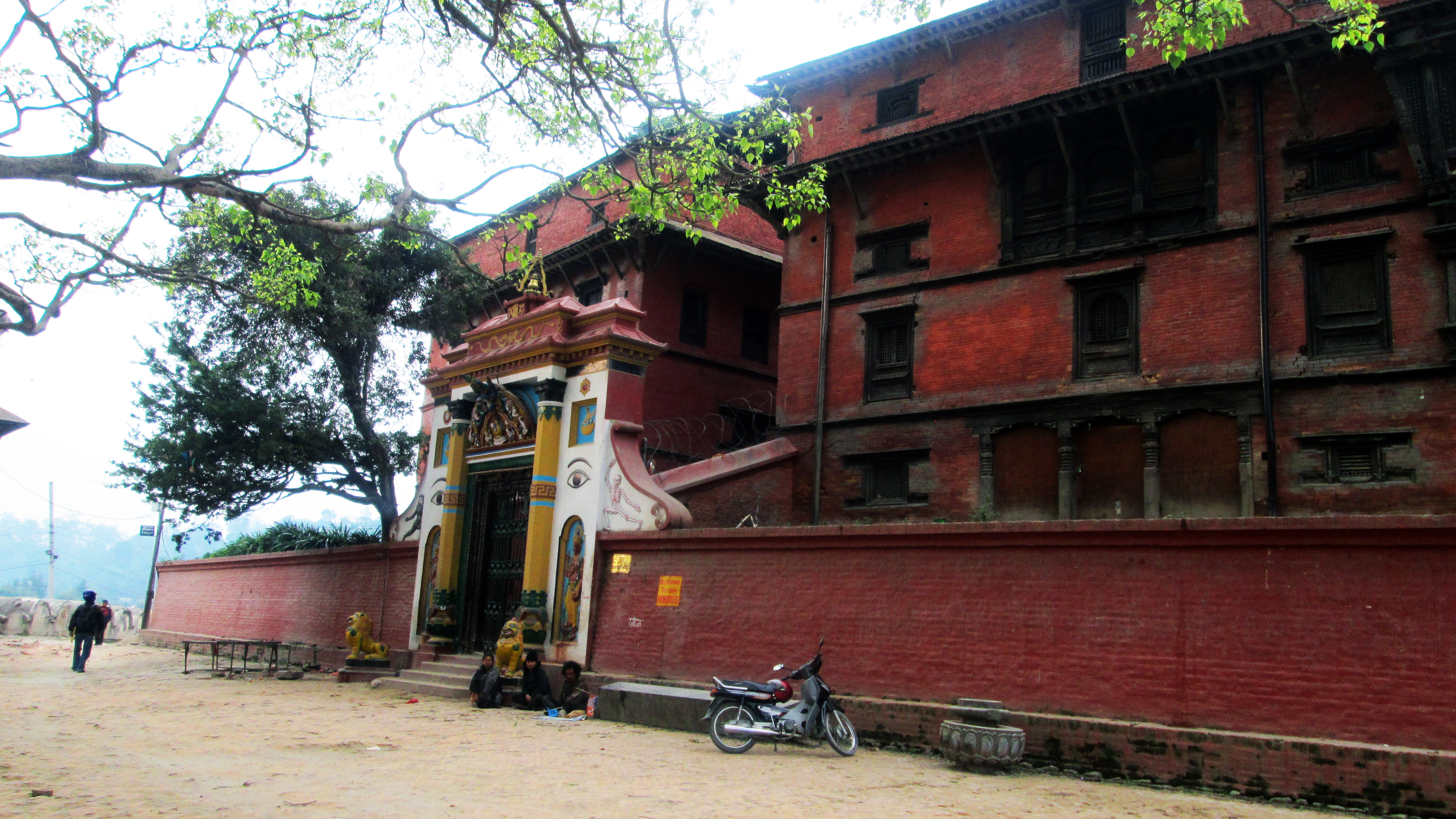
古赫什瓦里庙的大门

古赫什瓦里庙（拉丁化为Guhyeshwari Mandir，或写作Guheswari Mandir、Guhjeshwari Mandir），位于尼泊尔加德满都，是一座印度教神庙。

## 简介
该寺庙位于印度教神庙帕舒帕蒂纳特庙旁边。国王普拉塔普·马拉（Pratap Malla）在17世纪兴建了该寺庙。该寺庙是印度教特别是怛特罗密教尊崇的圣地。
该寺庙的名称起源于梵文“Guhya”（意为“秘密”）以及“Ishwari”（意为“女神”）。在《Lalita Sahasranama》中，女神的第707个名字是“Guhyarupini”（女神的形式超越人类的感知，它是秘密的。另一种说法是，它是秘密的Shodashi咒语的第16个音节）（LS第137节韵文：Sarasvati shastramayi| Guhaamba guhyaruupini||）。据认为，当湿婆带着女神娑提的尸体悲伤地周游世界时，尸体部分散落在不同地区。本寺庙位于帕舒帕蒂纳特庙以东1公里处，坐落在巴格马蒂河畔。

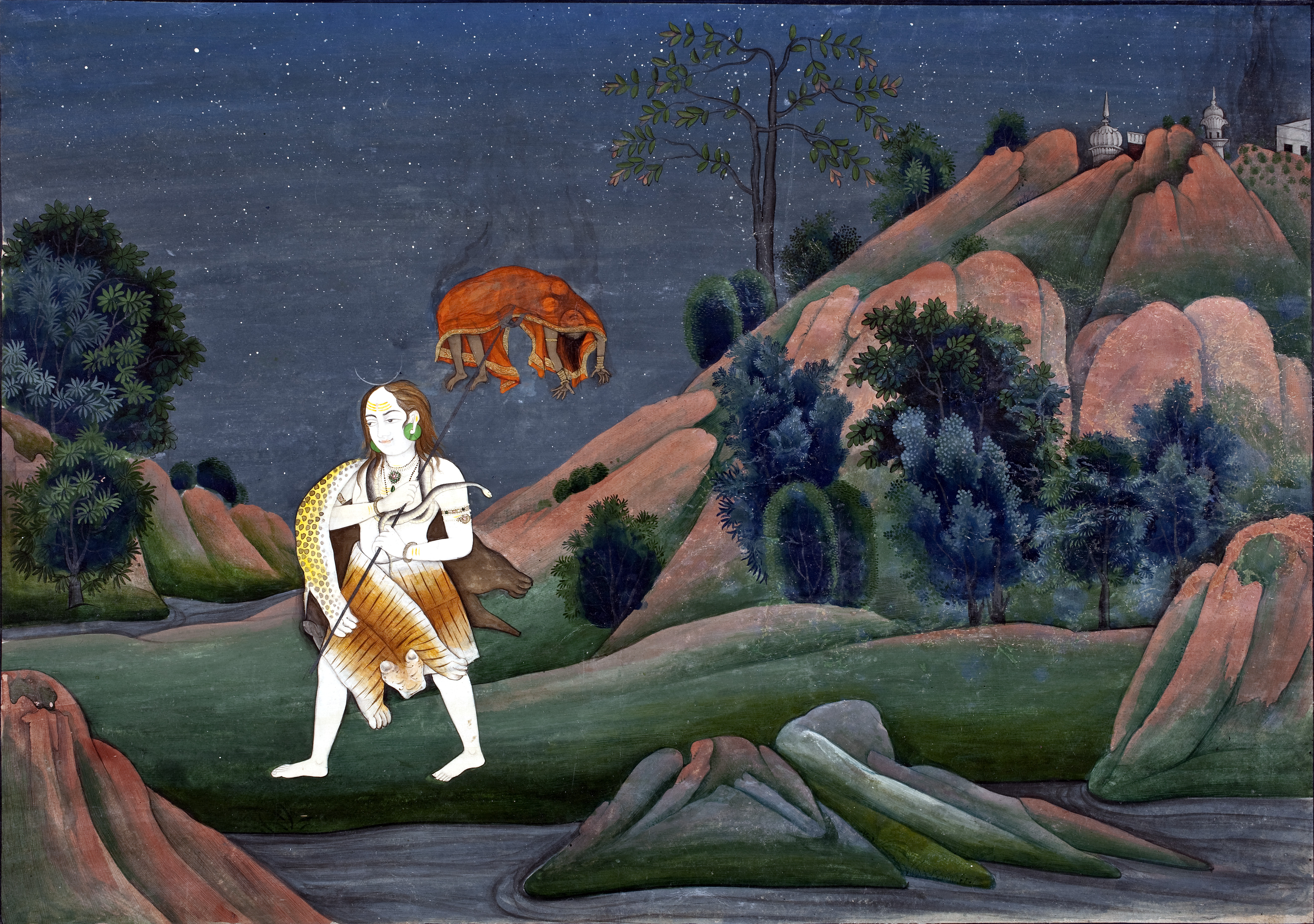
悲伤的湿婆带着女神娑提的尸体

《达刹和娑提自焚的神话》（The mythology of Daksha yaga and Sati's self immolation）对形成古梵语文学有巨大意义，甚至对印度文化也有重要影响。它导致夏克提毗闼（Shakti Peethas）概念的发展，由此强化了性力派。往世书中非凡的神话故事将达刹（Daksha）作为其起源之因。湿婆被女友娑提的父亲达刹侮辱，娑提愤而自焚。悲伤的湿婆带着娑提的尸体四处游荡，娑提的尸体部分落向大地。本寺庙是娑提的外阴（yoni）落下的地方；“guhya”指阴道，“ishwari”指女神。女神被供奉在该寺庙的中心，位于一个水池中，水池覆盖了一层金银。庙宇坐落在一个庭院中心，上有四条镀金蛇支撑着屋顶。
夏克提毗闼是女神娑提的尸体散落的地方兴建的圣坛或圣地，共有51处，对应51个梵文字母。每处寺庙都有供奉夏克提和陪臚的圣坛。夏克提是玛哈希拉（Mahashira），陪臚是迦波梨（Kapali）。本寺庙受坦陀罗实践者崇敬，寺内举行坦陀罗仪式。该寺也在卡利坦陀罗（Kali tantra）、昌迪坦陀罗（Chandi tantra）、湿婆坦陀罗拉哈西亚（Shiva tantra Rahasya）中作为最重要的增益坦陀罗力量的场所之一被提到。女神Guheshwori的Vishwasorup显示她有许多双不同颜色的头和无数双手。